# Nigella sativa
 Nigella sativa (nombre común: abésoda, agenuz, ajenuz, arañuel) es una especie de planta herbácea de la familia Ranunculaceae.

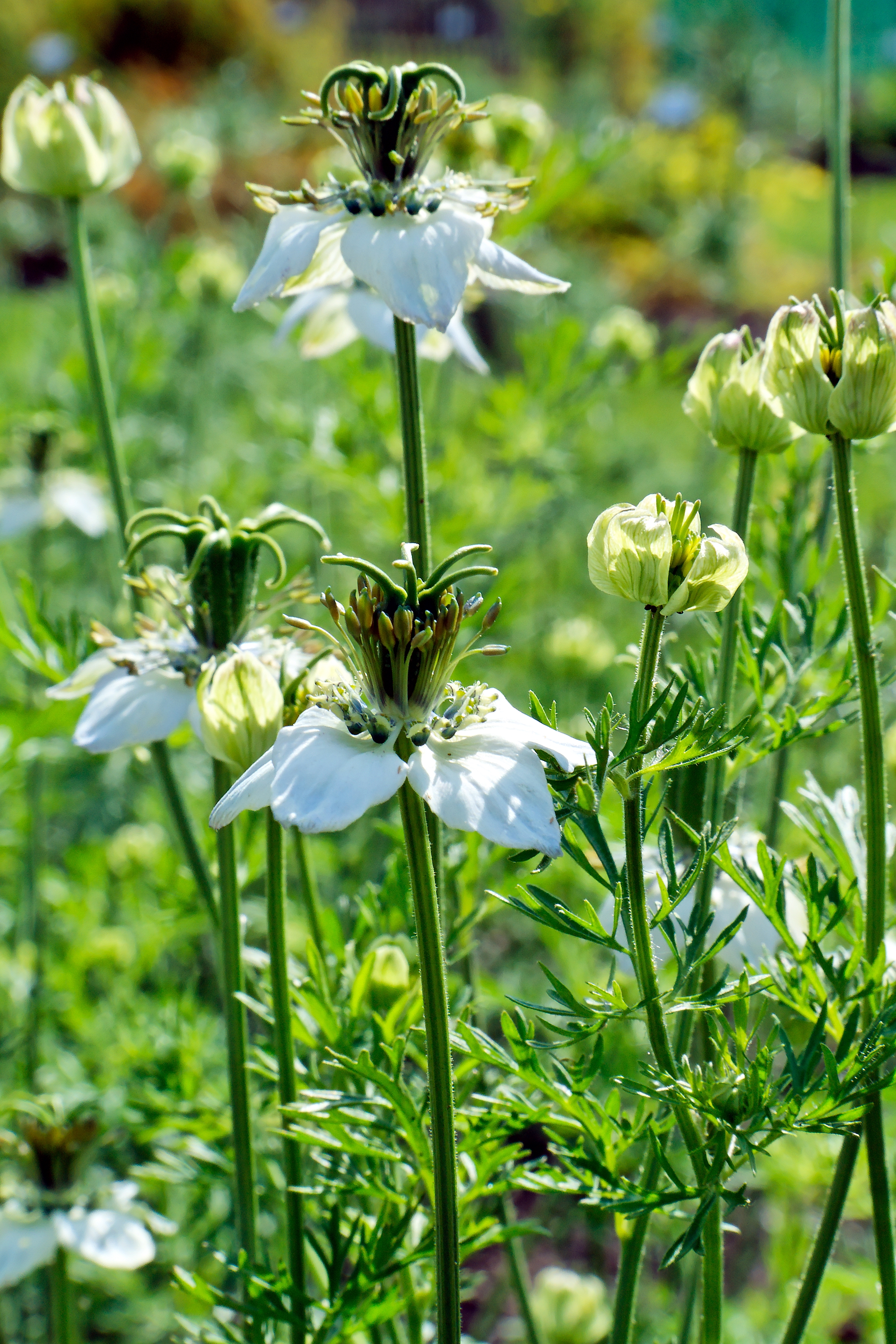
Vista de la planta

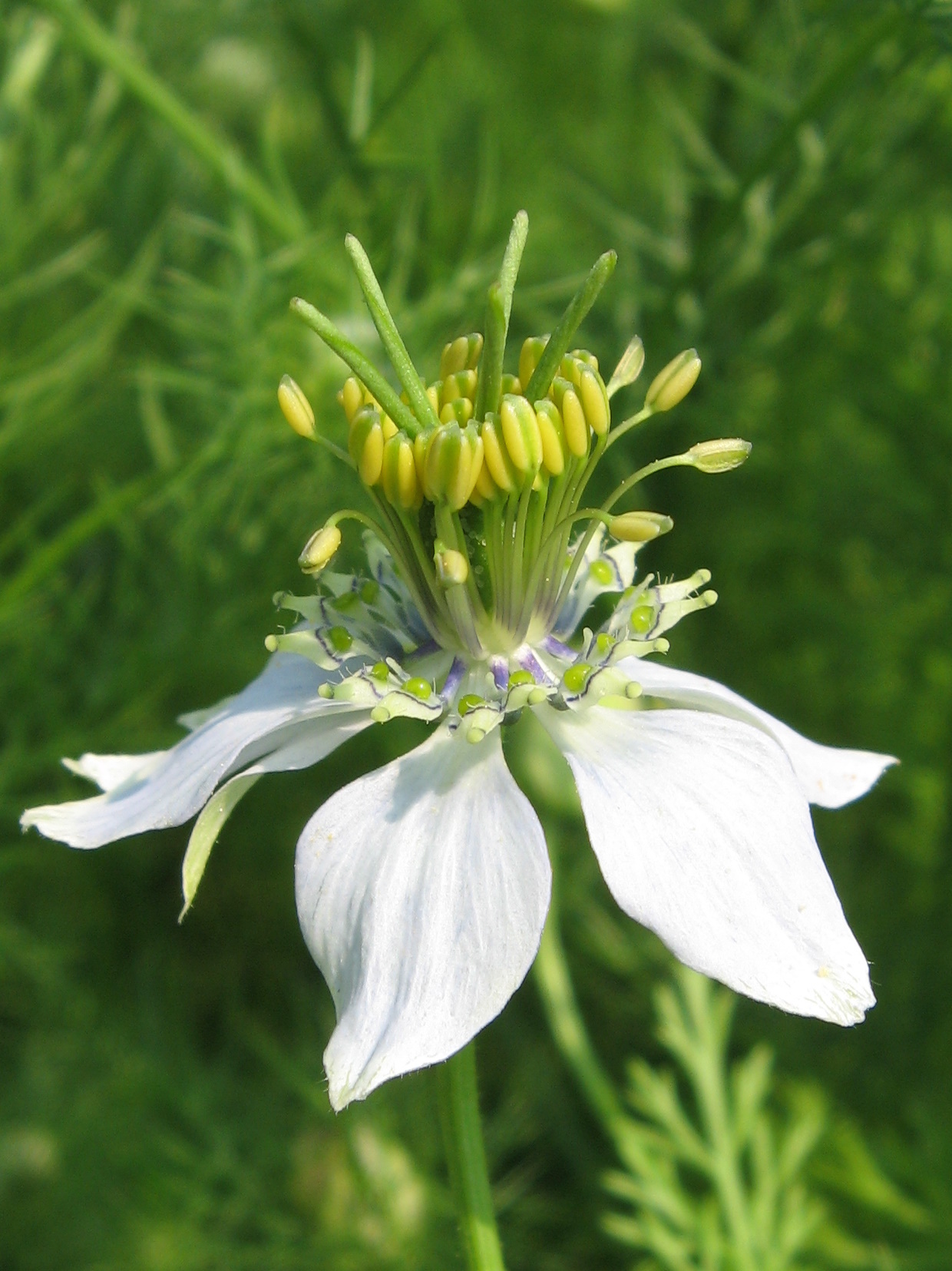
Vista de la flor

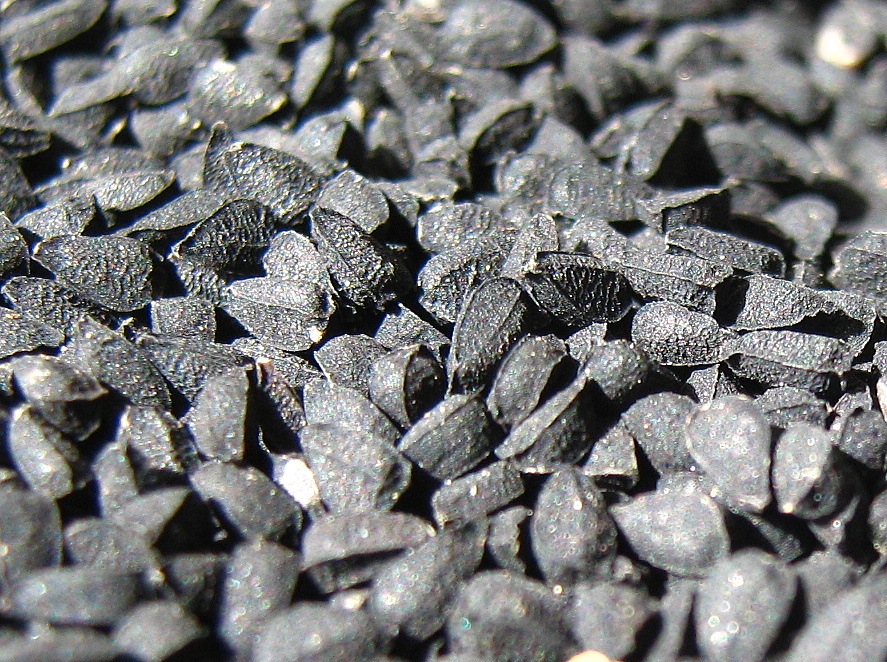
Semillas sueltas

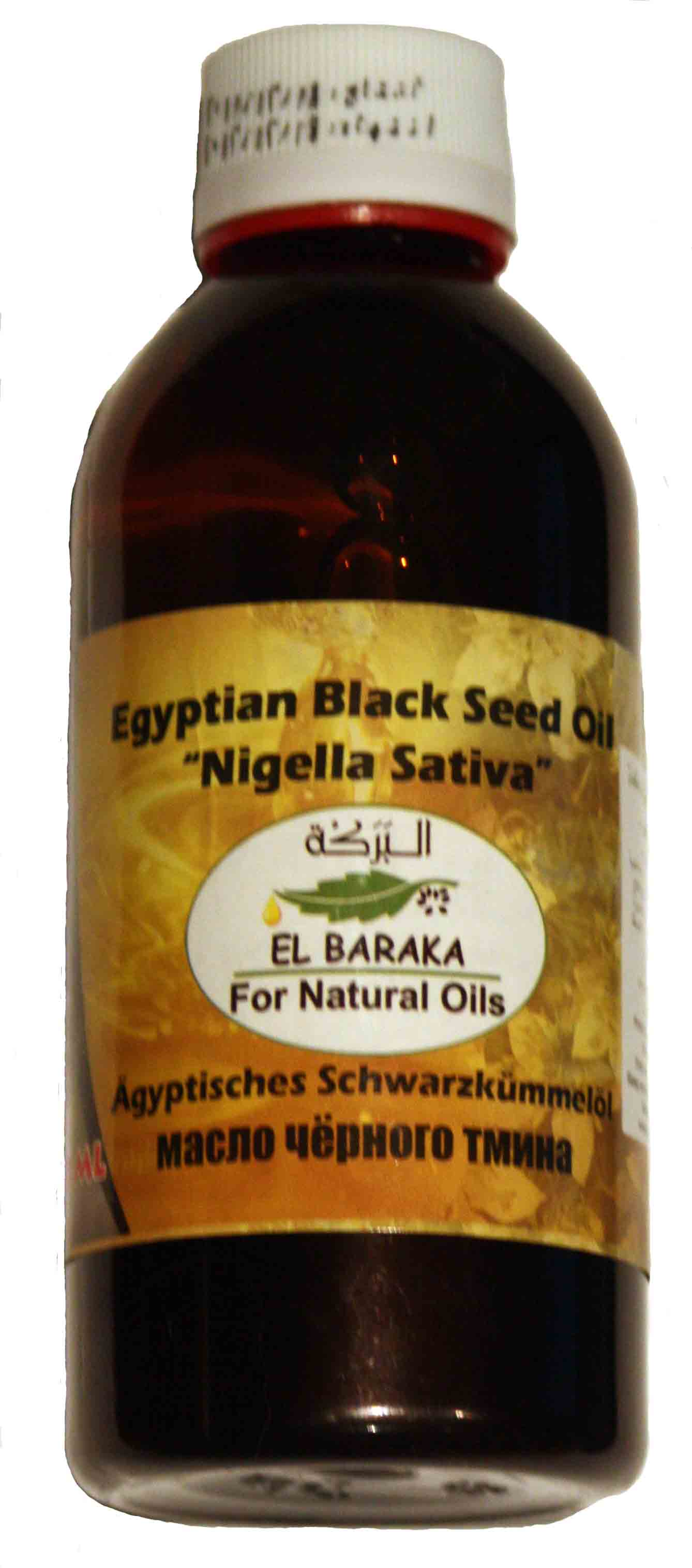
Aceite esencial preparado para la venta

## Descripción
Planta anual con tallo erecto ramificado de 30—60 cm de altura, de color verde grisáceo. Los sépalos de las flores - mucho más grandes y coloreados que los pétalos - son de color azulado pálido. El fruto es una cápsula primero verde y, cuando madura, se torna color parduzco, con numerosas semillas de gris muy oscuro a negro. De la planta emana un olor aromático parecido al de la nuez moscada.

## Hábitat y distribución
Originaria de Asia occidental (Irak, Turquía), y a veces naturalizada desde el Mediterráneo hasta Asia central y Pakistán. El tipo original está descrito de Egipto y Creta. Ampliamente cultivada.[cita requerida] En España, su presencia no está señalada.

## Historia
Según Zohary y Hopf, la evidencia arqueológica sobre el primer cultivo de N. sativa "sigue siendo escasa", si bien informan que supuestamente las semillas de N. sativa se han encontrado en varios sitios del antiguo Egipto, entre ellos la tumba de Tutankamón.  A pesar de que su papel exacto en la cultura egipcia es desconocido, se sabe que los elementos enterrados con un faraón fueron cuidadosamente seleccionados para que le ayuden en la otra vida.
La primera referencia escrita a N. sativa se cree que figura en el libro de Isaías en el Antiguo Testamento, donde se contrasta la cosecha de nigella y trigo (Isaías 28: 25, 27). El diccionario Bíblico de Easton dice la palabra hebrea ketsah que se refiere a N. sativa sin duda (aunque no todas las traducciones están de acuerdo). Según Zohary y Hopf, N. sativa fue otro condimento tradicional del Viejo Mundo durante la época clásica; y sus semillas negras se utilizan ampliamente para sazonar alimentos.
Las semillas se encuentran en un matraz hitita en Turquía del segundo milenio antes de Cristo.
El uso medicinal de la nigella es viejo, como lo demuestra su presencia en la Capitulare de villis vel curtis imperii, una orden emitida por Carlomagno que reclama a sus campos para que cultiven  una serie de hierbas y condimentos incluyendo "git" identificada actualmente como Nigella sativa.

## La medicina tradicional
Nestlé informa que ha presentado una solicitud de patente que cubre el uso de N. sativa como un tratamiento para la alergia a los alimentos. Sin embargo, la empresa niega la pretensión de patentar la planta, e indica que la patente solo se aplicaría a "la forma específica en que la timoquinona - un compuesto que puede ser extraído de la semilla de la flor de hinojo - interactúa con los receptores opioides en el cuerpo y ayuda a reducir las reacciones alérgicas a los alimentos".
Química
El aceite de Nigella sativa contiene una gran cantidad de ácido linoleico conjugado, timoquinona, nigelona (ditimoquinona), melantina, nigillina, damascenina y taninos. La melantina es tóxica en grandes dosis y la nigellina es paralizante, por lo que esta especia se debe utilizar con moderación.
Propiedades
- Los romanos utilizaban las semillas como sustituto de la pimienta.
- En Alemania se utiliza para condimentar panes y tortas.
- Aumenta la eliminación de ácido úrico.
- Utilizado en la antigüedad contra la ictericia.
- Sudorífico.
- Ligeramente tóxico puede provocar náuseas y vómitos por lo que debe evitarse en el embarazo.

## Taxonomía
Nigella sativa fue descrita por Carlos Linneo y publicada en Species Plantarum, vol. 1, p. 534, 1753.
Citología
- Tiene un número de cromosomas de 2n=12[9]

Etimología
Nigella: nombre genérico que alude al color negro (latín nĭgěr, gra, grum) de sus semillas.
sativa: epíteto que se refiere al carácter cultivado de dicha planta (latín sǎtīva, ōrum, «cultivado»). 
Sinonimia
- Nigella truncata Viv., 1831
- Nigella cretica Mill.
- Nigella indica Roxb. ex Fleming[10] p.p.max

## Nombres vernáculos
- Castellano: abésoda, agenuz, ajenuz, arañuel, axenuz, falso comino, comino negro neguilla, neguilla citrina, neguilla hortense, niguela, niguilla, pasionara, pinicos, toda especia.[11][1]